# Équipe du Soudan du Sud des moins de 20 ans de football
Ne doit pas être confondu avec Équipe du Soudan des moins de 20 ans de football.
Maillots
L’équipe du Soudan du Sud de football des moins de 20 ans est constituée par une sélection des meilleurs joueurs sud-soudanais sous l'égide de la Fédération du Soudan du Sud de football.

## Histoire
L’équipe du Soudan du Sud participe à sa première Coupe d'Afrique des nations des moins de 20 ans en 2023, après avoir atteint une finale régionale.
En 2023 le Soudan du Sud participe à sa première compétition de Football aux Jeux africains terminant en face de groupe.

## Palmarès
- en:CECAFA U-20 Championship
  -  Finaliste en 2022[3]
  -  Troisième en 2020

## Parcours en Coupe du monde des moins de 20 ans
L’équipe du Soudan du Sud n’a jamais participé a une Coupe du monde de football des moins de 20 ans.

## Parcours en Coupe d'Afrique des nations des moins de 20 ans
- 2019 : Premier tour
- 2021 : Troisième Zone Cecafa
- 2023 : Quart de finale
- 2025 : Phase de groupe Zone Cecafa